# Vals

Una demostración en fenaquistiscopio del vals.

El vals (del galicismo valse, que a su vez procede del germanismo Walzer, término proveniente del verbo alemán walzen, 'girar, rodar') es un elegante baile de salón, documentado en su forma definitiva desde finales del siglo XVIII. Es la evolución de una danza antigua del siglo XII, originaria del Tirol (Austria) y del sur de Alemania. El vals conquistó su rango de nobleza en Viena durante los años 1760, y se puso de moda en esa ciudad sobre los años 1780, expandiéndose rápidamente a otros países. Algunos autores creen que el vals tuvo su origen en la volte o volta, danza de baile en 3 tiempos practicada durante el siglo XVI. La palabra vals nació en el siglo XVIII, cuando este baile se introdujo en la ópera y en el ballet.

## Historia
Hay muchas referencias a una danza de deslizamiento o de deslizamiento que evolucionaría hacia el vals influenciada por la volta, que datan de la Europa del siglo XVI, incluyendo las representaciones del impresor Hans Sebald Beham. El filósofo francés Michel de Montaigne escribió sobre un baile que vio en 1580 en Augsburgo, en el que los bailarines se abrazaban tan estrechamente que sus rostros se tocaban. Kunz Haas (aproximadamente de la misma época) escribió: "Ahora están bailando el impío Weller o Spinner." "El vigoroso bailarín campesino, siguiendo un conocimiento instintivo del peso de la caída, utiliza su energía sobrante para presionar toda su fuerza en el ritmo propio del compás, intensificando así su disfrute personal en el baile. " Alrededor de 1750, las clases bajas de las regiones de Baviera, Tirol y Estiria comenzaron a bailar una danza en pareja llamada Walzer. El Ländler, también conocido como el Schleifer, un baile campestre en 3
4 época, era popular en Bohemia, Austria y Baviera, y se extendía desde el campo hasta los suburbios de la ciudad. Mientras las clases altas del siglo XVIII seguían bailando los minuetos (como los de Mozart, Haydn y Händel), los nobles aburridos se escapaban a los bailes de sus criados.
En la novela alemana de 1771 Geschichte des Fräuleins von Sternheim de Sophie von La Roche, un personaje de alta alcurnia se queja así del recién introducido vals entre los aristócratas: "Pero cuando él la rodeó con su brazo, la apretó contra su pecho, retozó con ella en el desvergonzado e indecente baile de los alemanes y se involucró en una familiaridad que rompió todos los límites de la buena educación, entonces mi silenciosa miseria se convirtió en una ardiente rabia"
Describiendo la vida en Viena (fechada en 1776 o 1786), Don Curzio escribió: "La gente bailaba enloquecida ... Las damas de Viena son particularmente célebres por su gracia y sus movimientos de vals, de los que nunca se cansan." Hay un vals en el final del segundo acto de la ópera de 1786 Una Cosa Rara de Martín y Soler. El vals de Soler estaba marcado como andante con moto, o sea, "a ritmo de paseo con movimiento", pero el flujo de la danza se aceleró en Viena dando lugar al Geschwindwalzer, y al Galloppwalzer.
En el siglo XIX, la palabra indicaba principalmente que el baile era de giro; se "valseaba" en la polka para indicar que se giraba en lugar de ir en línea recta sin girar.
Al ser introducido por primera vez, sorprendió a muchos, el vals se puso de moda en Viena alrededor de la década de 1780, extendiéndose a muchos otros países en los años siguientes. Según el cantante contemporáneo Michael Kelly, llegó a Inglaterra en 1791. Durante las Guerras Napoleónicas, los soldados de infantería de la Legión Alemana del Rey introdujeron el baile a los habitantes de Bexhill, Sussex, a partir de 1804.
Se puso de moda en Britania durante la Periodo de Regencia, habiéndose hecho respetable por el respaldo de Dorothea Lieven, esposa del embajador ruso. El diarista Thomas Raikes relató más tarde que "ningún acontecimiento produjo nunca tanta sensación en la sociedad inglesa como la introducción del vals en 1813". Ese mismo año se publicó de forma anónima un sardónico homenaje de Lord Byron al baile (escrito el otoño anterior). El influyente maestro de baile y autor de manuales de instrucción, Thomas Wilson, publicó en 1816 A Description of the Correct Method of Waltzing. Almack's, el club más exclusivo de Londres, permitía el vals, aunque la entrada en el Oxford English Dictionary muestra que se consideraba "alborotador e indecente" ya en 1825. En El inquilino de Wildfell Hall, de Anne Brontë, en una escena ambientada en 1827, el vicario local, el reverendo Milward, tolera las cuadrillas y los bailes campestres, pero interviene con decisión cuando se pide un vals, declarando "¡No, no, no lo permito! Vamos, es hora de volver a casa".
El vals, especialmente su posición cerrada, se convirtió en el ejemplo para la creación de muchos otros bailes de salón. Posteriormente, se han desarrollado nuevos tipos de vals, incluyendo muchos bailes folclóricos y varios bailes de salón.

## Género musical
En su origen tenía un movimiento lento aunque, ahora se ha convertido en una danza de ritmo vivo y rápido. Su característica más significativa es que sus compases son de 3/4. En el compás del vals, el primer tiempo siempre es considerado como el tiempo fuerte (F), y los otros dos son débiles (d). Así, el patrón es «F, d, d». Al oír la palabra 'vals', enseguida se relaciona con música clásica, pero lo cierto es que el vals solo es un género musical y puede estar en cualquier estilo, por ejemplo en forma de rancheras mexicanas o música popular contemporánea. Puede tener forma binaria, ternaria, rondó, etc.
Se habla de «vals roto» cuando en lugar del usual compás ternario de 3/4, está escrito en compás de 5/4. Puede escucharse, por ejemplo en el segundo movimiento de la Sinfonía n.º 6 de Chaikovski.

## Variantes

### Europa

#### El vals vienés
Con este nombre se conoce por ser un baile binario, en un tempo que comprende entre 110 y 180 intervalos por minuto. Existen también versiones lentas (tempo de 60 a 80), denominados «vals inglés» o «boston».
Aunque existen muchas variantes en múltiples países, en los concursos de baile, el vals vienés se atiene, en la actualidad, a dos formas:
- el estilo internacional: las parejas de baile permanecen siempre enlazadas, lo que limita el número de figuras. Este estilo de danza es mucho más elegante.
- el estilo americano: baile mucho más libre, en este estilo la pareja puede separarse y efectuar figuras variadas.

En el estilo vals internacional, en cambio, las dos versiones de vals son más reguladas, en lo que se refiere a las velocidades.
El vals vienesa tiene 58-60 compases por minuto (174-180 intervalos por minuto), y el vals Inglaterra 28-30 compases por minuto (84-90 intervalos por minuto).

#### El vals francés ovalse musette
Danza popular típica de París, que surgió en los vals musette. La musette (en música) es una de las muchas piezas básicas que componen una suite. El término mussette se aplica a un instrumento de la familia de la gaita; a un pequeño oboe sin llaves, normalmente en G; y a una danza.
La musette es una pieza danzable pseudopastoril del siglo XVIII. Se refiere a un aire en compás de 2/4, 3/4 o 6/8, con un tempo moderado y con un carácter suave y sencillo, lo cual se corresponde con el instrumento del que toma su nombre: musette o cornamusa. Así, la musette generalmente tiene un bajo pedal que responde al nombre de bordón —que imita al instrumento homónimo—, mientras que en la parte superior abundan los pasajes rápidos, plagados de notas de adorno como las apoyaturas o las acciaccaturas. Estas piezas se bailaban en los ballets franceses de comienzos del siglo XVIII.
Este tipo de aires fue adaptado a danzas pastoriles, también llamadas musettes, las cuales fueron del gusto de Luis XIV y Luis XV. Esto se puede observar en las pinturas de Antoine Watteu y otros pintores de su mismo estilo.
También se refiere a un estilo musical predominante en París, donde el acordeón era el instrumento principal. Con el paso del tiempo, el estilo musette se convirtió en una forma de vida y aún en la actualidad es común relacionar este tipo de «música urbana» con el París moderno. Ya en el siglo XIX, un gran autor de valses fue el judío francés Émile Waldteufel.

### América

#### El vals tango o valsecito criollo
Música y danza argentina y uruguaya frecuentemente acompañada con letras similares a las del tango rioplatense, el valsecito criollo surgió a fines de siglo XIX por un doble motivo: en esa época el vals vienés, como el de los Johann Strauss, era una de las grandes músicas de moda de la Belle Époque y porque a gran parte del Litoral argentino-uruguayo inmigraron multitud de suizos, austríacos y alemanes, los cuales influyeron con su música en la música folclórica argentina y uruguaya, así surgieron en Argentina valsecitos criollos tan célebres como «Salud, dinero y amor» o «Caserón de tejas», entre muchos otros. En general el valsecito criollo tiene una instrumentación (acompañada de una típica vocalización por parte de un o una cantante) que está más próxima al tango, aunque su ritmo, más lento y armónico, y el compás de 3/4 usualmente utilizado, se deriva del vals clásico o, mejor dicho, del vals vienés. El valsecito criollo rioplatense usualmente también se baila en un compás de 3/4; a esta música se le llama también tango vals o vals criollo argentino.

#### El vals chilote
El vals chilote, es uno de los bailes más conocidos en Chiloé, Chile. Esta danza considera las características del vals típico, en que el hombre y la mujer bailan enlazados; sin embargo, su característica personal es que se pronuncia con mayor intensidad los saltos y la forma de abrazar a la pareja. Muy arraigado también en la zona Central de Chile, la diferencia radica en que el ritmo es más marcado, redundando en la intensidad del paso y en la forma de abrazar a la pareja.

#### El vals ecuatoriano
El vals quiteño respetó la originalidad europea al tratarse de una música creada para los bailes la alta sociedad quiteña y entonada en los grandes banquetes presidenciales de finales del siglo XIX y principios de los años del siglo XX. Las colonias francesas asentadas en Esmeraldas y Quito distribuyeron el material sonoro y los músicos quiteños se encargaron de crear nuevas canciones fieles a sus mentores europeos. Entre sus máximos exponentes estuvieron Vicente Blacio, Juan Luces C., Luis Manuel Gálvez, Salvador Bustamante, Antonio C. Cabezas y José Ignacio de Veintimilla. La música creada en el territorio ecuatoriano: «Porvenir», «Mi Pensamiento», «Presidente Alfaro», «Últimas Quejas», «Luz de Luna», «Chile» y «Ecuador».
La recopilación del vals quiteño estuvo a cargo de Carlos Bonilla Chávez y sus 6 cuerdas. LP lanzado por la disquera Onix en 1970.

#### El vals mexicano
Los valses fueron una moda global y en México tuvo una pronta aceptación tanto por las élites, como de las clases populares adaptándose a las diferentes regiones de México, interpretándose con los instrumentos musicales de estas regiones, como la marimba, mariachi y otras.
Entre 1810 y 1815 el vals llegó a México adquiriendo rápidamente popularidad. Se convirtió en un eslabón entre la música clásica y la popular.
El vals mexicano tuvo desde un principio características propias. Disminuyó el vértigo y rapidez de la danza, se hizo más lento y adecuado para escucharse.
Cuenta las siguientes obras más reconocidas:
- Juventino Rosas: «Sobre las olas», «Josefina»
- Enrique Mora: «Vals Alejandra»
- Ricardo Castro: «Capricho»
- Felipe Villanueva: «Olímpica»
- Macedonio Alcalá: «Dios nunca muere»

#### El vals peruano
Danza influenciada por los ritmos negros del Perú que se desarrolló a lo largo del siglo XIX y siglo XX en la costa peruana, y en particular en la ciudad de Lima. Sus compositores e intérpretes más famosos fueron Felipe Pinglo Alva, Oscar Avilés, Lorenzo Humberto Sotomayor, Filomeno Ormeño, Jorge Huirse, Arturo Cavero, Los Morochucos, Los Troveros Criollos, Los Embajadores Criollos, Chabuca Granda, Lucha Reyes, entre otros. Su auge fue en los años 40 y 50, representando entonces la mayor parte de la producción musical peruana.
Sus pasos son más cortos y más cadenciados que en el vals tradicional. Suele también ser más rápido.
Los valses criollos se inspiran de temas amorosos («Alma», «Corazón y Vida», «Nunca me faltes», «Idolatría»), de la idiosincrasia limeña («La flor de la canela», «Si Lima pudiera hablar», «Romance en la Parada») y de temas patrióticos («Y se llama Perú», «Mi Bandera»).
Es hoy en día la expresión más variada del criollismo peruano.
Desde la aparición en los ochenta del vals «Bandida» de Los Troveros Criollos hasta la actualidad, este género ha sido renovado por obras de fusión musical chill out o por influencia del jazz y el bossa nova.

#### El vals venezolano
De acuerdo con Luis Felipe Ramón y Rivera, existen dos corrientes en el vals venezolano: el de salón y el popular. En el vals de salón, el instrumento favorito para su ejecución es el piano. Se enfatiza en los nombres de Manuel Azpúrua, Manuel Guadalajara, Rafael Isaza, Rogelio Caraballo y Ramón Delgado Palacios en el inicio de este género en Venezuela, y se dedicaron a la composición de vals de dos partes. A partir de esto, el compositor Antonio Lauro tomó una importante literatura del vals para la guitarra.
El vals de tradición oral, o vals popular, utiliza para su ejecución los instrumentos típicos de cada región venezolana, siendo cultivado mayormente en los Andes y el la región centro-occidental de Venezuela. En la región andina, el violín y la bandola son instrumentos solistas, acompañados de la guitarra, triple y cuatro. En Lara se ejecuta con violín, mandolina, cuatro y guitarra.
La estructura musical característica de los valses populares constan de tres partes. Aun cuando muchos músicos firman sus composiciones con sus nombres, la mayoría han dejado sus creaciones en el anonimato.
En la tradición popular se puede encontrar el vals en muchos bailes y manifestaciones folklóricas, como el joropo y el tamunangue, entre otros.

#### El castigo
El «castigo» en Ecuador es un símbolo nacional, en el siglo XIX pasó por Colombia hacia Panamá y Costa Rica; posteriormente se extendió a El Salvador y a Nicaragua tomando en cada una de estas características regionales. En Venezuela se le conoce como valse y el pasillo ecuatoriano goza de gran popularidad, en su propio país.

### Otras formas de vals
La música y la danza tradicionales comprenden, asimismo, otros vals más complejos que el vals de 3 tiempos, llamados vals asimétricos, en general de 5, 8 u 11 tiempos. Los tiempos suplementarios, en el paso de vals, se bailan apoyándose, alternativamente, en cada una de las piernas permitiendo, así, una ligera elevación que acentúa los giros.

## Compositores y obras destacadas
Frédéric Chopin, el gran compositor y pianista polaco, aportó una cantidad de excelentes valses para piano y, entre ellos, el vals más breve denominado «Vals del minuto».
Los Strauss también destacaron como grandes compositores de vals, especialmente Johann Strauss (hijo). El francés Émile Waldteufel compuso valses tan célebres como «Los patinadores»; se hicieron también famosos el «Valse triste» de Jean Sibelius y el «Vals núm. 2» de Dmitri Shostakóvich. Fueron también muy populares, de Piotr Ilich Chaikovski, piezas como el «Vals de las flores» de El cascanueces, el vals de La bella durmiente o el vals de El lago de los cisnes, pero sin duda alguna los testimonios más recordados del género son piezas de Strauss tales como «Sangre Vienesa», el «Vals de los Novios», el «El Danubio azul» o el «Vals del Emperador».
En Latinoamérica existen diversas variantes como el vals peruano, el vals venezolano, el vals colombiano, el vals brasileño y el vals ecuatoriano con características que difieren de país a país. Podemos decir con exactitud que estos testimonios entre otros han llegado a formar un gran género que constituye un tesoro esencial en el patrimonio musical de la humanidad. También destaca el tema musical «Tiempo de Vals» del compositor español José María Cano, interpretado primero por Ángela Carrasco y años después por el cantante puertorriqueño Chayanne. Además, es menester mencionar el trabajo de un compositor internacionalmente conocido y de origen mexicano, el Maestro Juventino Rosas, autor del vals «Sobre las olas»; incluso hay una película del autor con Pedro Infante como su intérprete. En Nicaragua, se destacó José de la Cruz Mena con muchas composiciones, siendo «Ruinas» la más reconocida entre todas sus obras.